# Anders Sommer
Anders Sommer (* 5. Mai 1984 in Hareskovby) ist ein dänischer Basketballtrainer.

## Werdegang
Sommer war als Spieler und Trainer beim Verein Værløse BBK in seiner Heimatstadt tätig. Von 2016 bis 2018 war er Cheftrainer in Værløse und betreute die Herrenmannschaft in der zweithöchsten Spielklasse des Landes. Er erlangte einen Hochschulabschluss im Fach Sport und den höchsten Trainerschein des Basketballverbands FIBA. Als Cheftrainer der dänischen U16-Nationalmannschaft führte er die Auswahl 2019 zur Bronzemedaille bei der B-Europameisterschaft und zum Aufstieg in die A-Gruppe. Zu seinen Spielern gehörte während des Turniers auch Gustav Knudsen. Des Weiteren war Sommer Assistenztrainer bei der dänischen A-Nationalmannschaft und ab 2019 Cheftrainer der U18-Nationalmannschaft. Zusätzlich wurde er im November 2019 Assistenztrainer beim dänischen Serienmeister Bakken Bears. Im Juni 2021 wurde ihm als Nachfolger von Steffen Wich das Cheftraineramt bei Bakken übergeben. Mit der Mannschaft aus Aarhus war er in seinem ersten Amtsjahr Teilnehmer des europäischen Vereinswettbewerbs FIBA Europe Cup und führte Bakken ins Halbfinale: Das Hinspiel gegen Reggio Emilia aus Italien gewann man Ende März 2022 mit 74:72, das Rückspiel im April 2022 wurde mit 72:92 verloren. Im Mai 2022 gewann Sommer mit Bakken die dänische Meisterschaft, er wurde als bester Trainer der Basketligaen-Spielzeit 2021/22 ausgezeichnet.
Ende September 2022 führte Sommer Bakken durch einen 88:82-Sieg (nach Verlängerung) über KK FMP Belgrad aus Serbien in die Champions League. Im März 2023 gewann er mit Bakken den dänischen Pokalwettbewerb und im Mai 2023 erneut die dänische Meisterschaft.
Im April 2024 führte Sommer die Mannschaft zum Gewinn des europäischen Vereinswettbewerbs European North Basketball League (ENBL). In der dänischen Liga kam 2024 der abermalige Gewinn des Meistertitels hinzu. In der Saison 2024/25 führte er Bakken zum vierten dänischen Meistertitel in Folge und verließ anschließend den Verein. Im Juli 2025 wurde Sommers Wechsel zu Paris Basketball bekannt, dort wurde er Assistenztrainer.